# Perinealna kila
Perinealna kila (лат. hernia perinealis) je redak oblik trbušne kile, koji nastaje samostalno ili kao usputan nalaz kod prolapsa debelog creva ili materice. Do hernijacije dolazi kroz lateralni otvor u analnom levatoru ili u medijalnoj liniji kroz dno karlice.

## Relevantna anatomija
Perineum je anatomski deo tala koji se odnosi na područje kože između anusa i spoljašnjeg dela genitalija. U muškom reproduktivnom sistemu, ovo je skrotum, a u ženskom reproduktivnom sistemu, to je vagina.
- Anatomski prostor kod oba pole u kome nastaje perinealna kila (hernia perinealis)
- Perinealni predeo muškarca
- Perinealni predeo žene

## Epidemiologija
U svakodnevnom životu sve vrste kila su česte. Mogu uticati na sve uzraste i pol. Najčešće su ingvinalne kile, od kojih boluje npr. 1 od 3 Amerikanca (uglavnom muškaraca i ljudi kojima je pri rođenju dodeljen muški pol) koji  će razviti ingvinalnu kilu u nekom trenutku svog života.
Za poređenje, perinealne kile su veoma retke. Javljaju se kod oko 0,34% do 7% ljudi koji su podvrgnuti hirurškim zahvatima karlice. Žene i ljudi kojima je dodeljena ženski pol pri rođenju   imaju veću verovatnoću da razviju ovu vrstu kile od muškaraca i ljudi kojima je dodeljen muški pol.

## Etiologija
Perinealna kila nastaje kada slabi mišići karličnog dna dozvoljavaju delu organa ili tkiva da prodru u  trbušnu duplju. Ova vrsta kile karličnog dna može biti i jedna od retkih komplikacija operacije karlice. Može se razviti i nakon bolesti ili povrede. Manje često, se javlja nakon rođenja (kao urođena kila).
Hernije se javljaju kada deo organa ili masnog tkiva prođe kroz slabu oblast mišića ili fascije (koja je deo  mišićno-skeletnog sistema )  ili vlaknasto vezivno tkivo koje drži mišiće, organe, nerve, kosti i krvne sudove na mestu.

### Vrste
Najčeđće vrste perinealnih kila su:
- Stečene kile, koje nastaju nakon povrede, bolesti ili trudnoće.

- Urođene, koja se javljaju odmah nakon rođenju (ovaj tip kile je veoma redakt).

- Sekundarne (postoperativne) kile, koje se javljaju nakon operacije.

## Klinička slika
Kod muškaraca promene se vide pod kožom uz anus, a kod žena su još vidljive i u zadnjem delu velikih stidnih usana (hernia pudendalis),  mada se nešto ređe izbočuju i u matericu (hernia vaginalis).

## Terapija
Lečenje je hirurško, i zahteva reponiraje prolabiranog creva i zatvaranje mišićnog sloja dna male karlice.

## Prognoza
Uklještenja ovih kila nisu dokumentovana, a veličina im dosta varira.

## Literatura
- Doherty GM, Way LW, editors. Current Surgical Diagnosis & Treatment. 12th Edition. New York: Mcgraw-Hill; 2006.

## Spoljašnje veze
|  | Molimo Vas, obratite pažnju na važno upozorenje u vezi sa temama iz oblasti medicine (zdravlja). |